# 岩井優香里
岩井 優香里（いわい ゆかり、10月20日 - ）は、日本のタレント。

## 来歴
- 2006年 - ぴったんこカン・カン（TBSテレビ）にてテレビ出演デビュー
- 2006年〜2007年 - ロレアル カラートロフィー ジャパンファイナル ゴールドアワード受賞(準優勝)モデル
- 2008年 - dhkフェスティバル グランプリモードトロフィー 優勝&フォトジェニック賞、総合優勝モデル
- 2009年 - ジョージア GEAR CM『Wグリップ開発の裏側篇』にて研究員役で出演
- 2009年 - 東京モーターショー参加（アライヘルメット）
- 2010年 - P-martレーシング・レースクイーン
- 2011年2月9日 - ユニットDEB 4.8結成・加入[3][4]
- 2011年4月23日 - DEB 4.8歌手デブー（デビュー）[5][6]
- 2011年 - 東京モーターショー参加 (NTN)
- 2013年 - 東京モーターショー参加 (NTN)
- 2014年 - iNoue Boring 2014レースクイーン

## 人物
- 千葉県出身。私立立志舎高等学校卒業。専門学校日本スクールオブビジネス21中退。
- 特技はチアリーディング、陸上競技、アコーディオン。フラワー・スクール（ケネス・ターナー）ディプロマ取得。
- 性格は好奇心旺盛、温厚、のんびり、猪突猛進、人見知り、方向音痴。
- 弟が1人いる[7]。
- モデル、グラビア、役者、イベントコンパニオン、レースクイーンなど、またスタッフ、大手芸能プロダクションのスカウトマン、イベント・撮影会の企画・キャスティング、MC、バンドのローディ等あらゆる仕事をこなす。
- 中学時代には陸上部（短距離、ハードル）、高校時代、専門学校ではチアリーディング部で活躍する。
- 学校法人立志舎のコマーシャルソング『夢は終わらない』を日比谷野外音楽堂、甲子園、新高輪プリンスホテル、帝国ホテルなどで演舞したことがある[8]。
- DEB4.8では「チア(千葉)出身体育会系DEB」担当となる。

## 出演

### テレビ番組

#### バラエティ等
- 中居正広の金曜日のスマたちへ(2006年2月 - 、TBSテレビ) - 赤（レギュラー）
- 関ジャニの仕分け∞(テレビ朝日) - 秘書
- 中居正広の怪しい噂の集まる図書館(テレビ朝日) - アシスタント
- お願い!ランキングGOLD特別編（テレビ朝日） - アシスタント・表彰式アテンド
- 月曜から夜ふかし(日本テレビ) - 方言選手権、千葉県代表
- 幸せ!ボンビーガール(日本テレビ) - コロッケ再現VTR、質屋の店員役
- ガチガセ(日本テレビ) - アシスタント
- いきなり!黄金伝説。(テレビ朝日) - アシスタント
- メントレG(フジテレビ) - タカアンドトシ編再現VTR、タカ元彼女A子役
- ウレスジ!(2011年5月 - 、BS-TBS) - ウレスジ・モニターNO.5（レポーター)
- 戦国鍋TV 〜なんとなく歴史が学べる映像〜(2011年5月、tvk) - 戦国武将がよく来るキャバクラ 第二十七話、第二十八話
- コレってアリですか?(2011年5月、日本テレビ)
- シルシルミシル(2011年6月、テレビ朝日) - そもそもサミット
- お金がなくても幸せライフ がんばれプアーズ！ - テレビ東京 - 小林幸子再現VTR。先輩ホステス役
- くりぃむナントカ
- 世界一受けたい授業
- 雑学王
- 恋愛脳℃
- ソロモン流
- Viva Viva V6
- 私の知るかもしれない世界
- 竜兵会
- 日曜×芸人
- SMAP×SMAP

#### ドラマ
- 夏の秘密(2009年、東海テレビ) - 第28話 乾龍一(内浦純一)の友人 役
- 侍戦隊シンケンジャー(2009年、テレビ朝日) - 第二十二幕「殿執事」 カップル 役
- 30ハケン女が就職する方法(2010年、BeeTV) - 第7話「突然のキス」 店員 役
- 仮面ライダーオーズ/OOO(2011年、テレビ朝日) - 第30話
- 四つ葉神社ウラ稼業 失恋保険〜告らせ屋〜(2011年、読売テレビ) - 第8話
- 幸せになろうよ(2011年、フジテレビ) - 最終話
- マルモのおきて(2011年、フジテレビ) - 最終話 店員 役
- それでも、生きてゆく(2011年、フジテレビ) - 第1話
- 花ざかりの君たちへ〜イケメン☆パラダイス〜2011(2011年、フジテレビ) - 第2話 生徒 役
- 泣かないと決めた日 - レギュラー社員 役
- 早海さんと呼ばれる日
- 最後から2番目の恋 - カフェ客 役
- ザ・クイズショウ - 大学生 役 / 観客 役
- ラストフレンズ - 店員 役 / モデル 役 / スタイリスト 役 / モトクロス客 役
- 花より男子2 - パーティー客 役
- 私が恋愛できない理由 - クリスマスイベント客 役
- ROMES - CA 役
- ヴォイス〜命なき者の声〜 - ナース 役
- ギネ 産婦人科の女たち - 妊婦 役
- キイナ〜不可能犯罪捜査官〜 - CA 役
- ギルティ 悪魔と契約した女
- 警部補 矢部謙三2 - セクシーナース 山田好子 役
- 探偵倶楽部
- ドラマW
- 感染列島2
- トリハダ
- 誰もが知るかもしれない世界
- 相棒
- でたらめヒーロー

### 映画
- クロユリ団地
- すべては君に逢えたから
- グレイトフルデッド
- 白ゆき姫殺人事件
- 相棒 -劇場版III- 巨大密室! 特命係 絶海の孤島へ
- MONSTERZ モンスターズ
- ダブルX
- 僕だけがいない街

### ストリーミング放送
- だだもれ美女座談会(2010年、Ustream)
- atrecTV(2011年、Ustream) - 5月17日、6月25日、7月12日

### CM・イメージキャラクター
- コカコーラ ジョージア GEAR 『Wグリップ開発の裏側』篇(2009年) - 研究員 役
- 大塚製薬 UL・OS(ウルオス)『リフレッシュシート三村』篇(2011年)
- ロート製薬 OXY『キンキン』篇(2011年)
- NTT docomo『堀北真希さん&鳴海璃子さん』篇

```
*コカコーラ ジョージア GEAR 『アイスイタリアーノ』篇 - 研究員 役
```

### ラジオ
- Cross Heart☆Luminous(2010年、FMうらやす) - パーソナリティ
- カフェファシノ - サブパーソナリティ
- 元気UP⤴︎ラジオ 第一部 - サブパーソナリティ

### ミュージック・ビデオ
- DEB4.8「シュワッとKiss」(2011年4月)
- DEB4.8「DEBics」(2011年4月)

### DVD
- 園善博「頭がよくなる魔法の速習法」(TSUTAYAビジネス著書)

### モデル
- ロレアル カラートロフィー ジャパンファイナル ゴールドアワード受賞 準優勝(2006年〜2007年)、ファイナル出場(2005年〜2006年)
- MINX主催 フォトコンテスト、ヘアショーW優勝
- Fresh！撮影会フォトコンテスト第2回 優秀作品賞
- dhkフェスティバル グランプリモードトロフィー 優勝&フォトジェニック賞　総合優勝(2008年)
- 国際理容競技大会　レディース部門　優勝(2005年)
- dhkフォトコンテスト　最優秀賞(2005年)
- 東京都理容大会　レディース部門　敢闘賞(2008年)
- 全国理容競技大会　レディース部門　敢闘賞(2008年)
- ビバ倶楽部撮影会 ビバシスターズ
- PIXTAモデル
- nona manis写真倶楽部
- star☆egg撮影会
- プルクラ撮影会
- 美女告白
- 美人図鑑
- 美人deアプリ
- うずらフォト撮影会
- Fresh！撮影会
- モデルメーカー撮影会
- フラワーエージェント撮影会
- スターレット撮影会
- ミルフルール撮影会
- サロンモデル
- ヘアショーモデル
- カタログモデル
- WEBモデル
- 着物モデル
- HAIR MODO ヘアモデル
- petit seven 読者モデル
- mina 読書モデル
- フリーペーパーVANITY mix モデル
- ハートフル撮影会

### グラビア
- 松竹芸能運営のタレントエンタメ王国
- 週刊宝島城
- デジタル写真集4作発売中！

### スマートフォンアプリ
- 美人温度計

### チャット
- プレミアライブ ぶんか社
- Fresh!

### ユニット
- 崖っぷちアイドルDEB4.8☆(チア出身体育会系DEB)

### イベントコンパニオン・キャンペーンガール
- 東京モーターショー2009(アライヘルメット)
- 東京モーターショー2011、2013(NTN)
- auガール
- CEATEC JAPAN
- FOOMA JAPAN
- スーパーマーケットトレードショー
- 日本アクセス展
- 環境展
- エコプロダクツ
- あおい輝彦さんコンサート(影ナレ)

### レースクイーン
- P-mart
- iNoue Boring 2014

## 作品

### 写真集
- デジタル写真集(DVD)「岩井優香里 Vol.1」「岩井優香里 Vol.2」(2010年) 「岩井優香里 Vol.3」「岩井優香里 Vol.4」(2012年)

### デザインTシャツ
- Rich Hills Collectionコラボ「Smile is Best-T(Yukari-Iwai-design)」(2011年)
- Rich Hills Collectionコラボ「Happy & Cheers-T(Yukari-Iwai-design)」(2011年)